# Phi1 Orionis
A designação de Bayer Phi¹ Orionis (φ Ori/ φ Orionis) é uma estrela na  constelação de Orion, separada por cerca de 0,71° no céu da estrela Phi2 Orionis. Phi Orionis também tem o nome Khad, do árabe خد الجوزاء khad al-jauzah, "bochecha de algo central".
Phi1 Orionis, também chamado de Khad Prior, é uma estrela binária a aproximadamente 1 000 anos-luz da Terra. O componente principal é uma estrela gigante de classe B que tem magnitude aparente 4,40.